# Deux Nigauds chez les tueurs
Deux Nigauds chez les tueurs (Abbott and Costello Meet the Killer, Boris Karloff) est un film américain réalisé par Charles Barton, sorti le 18 septembre 1949.

## Synopsis
Un crime mystérieux ensanglante le Lost Cavern Hotel. Un avocat réputé, Amos Strickland, est abattu à coups de revolver dans la chambre qu'il vient de louer. Les soupçons se portent rapidement sur le garçon d’étage gaffeur et malchanceux, Freddie Phillips, qui, en fait, n'a rien à se reprocher, sinon d'innombrables maladresses. Le détective de l'hôtel, Casey Edwards, qui est par ailleurs son meilleur ami, vole à son secours. En fait, loin de l'innocenter, le limier renforce les soupçons qui pèsent sur lui. Désespéré, le garçon d’étage se tourne vers un hypnotiseur, un personnage plutôt inquiétant, tandis qu'un télégramme révèle que l'ensemble des locataires de l'hôtel forme une belle collection de suspects.

## Fiche technique
- Titre : Deux Nigauds chez les tueurs
- Titre original : Abbott and Costello Meet the Killer, Boris Karloff
- Réalisateur : Charles Barton
- Scénario : Hugh Wedlock Jr., Howard Snyder et John Grant
- Musique : Milton Schwarzwald
- Montage : Edward Curtiss
- Pays d'origine : États-Unis
- Genre : Comédie
- Durée : 84 minutes
- Date de sortie : 
  - États-Unis : 18 septembre 1949
- Affiche : Jacques Bonneaud (France)

## Distribution
- Bud Abbott : Casey Edwards
- Lou Costello : Freddie Phillips
- Boris Karloff : Swami Talpur
- Lenore Aubert : Angela Gordon
- Gar Moore : Jeff Wilson
- Donna Martell : Betty Crandall
- Alan Mowbray : Melton
- James Flavin : Inspecteur Wellman
- Roland Winters : T. Hanley Brooks
- Nicholas Joy : Amos Strickland
- Mikel Conrad : Sergent Stone
- Morgan Farley : Gregory Milford
- Victoria Horne : Mrs. Hargreave
- Percy Helton : Abernathy
- Claire Du Brey : Mrs. Grimsby